# 华中1945年春季作战
华中1945年春季作战，中国亦称华中1945年攻势作战，是中国抗日战争中中日双方发生的战役，新四军攻克重要据点100余处。